# Paul Lakämper
Paul Lakämper (* 14. April 1926 in Gütersloh; † 20. September 1983 ebenda) war ein deutscher Politiker (CDU).

## Leben und Beruf
Nach dem Schulbesuch absolvierte Lakämper eine Ausbildung zum Maschinenschlosser, die er 1943 mit der Gesellenprüfung abschloss. Anschließend nahm er als Soldat am Zweiten Weltkrieg teil und wurde bei der Kriegsmarine eingesetzt. Nach dem Kriegsende arbeitete er bei der Miele & Cie. KG, wo er bis zum Werkmeister aufstieg.
Er war verheiratet und hatte drei Kinder.

## Partei
Lakämper war Gründer der Jungen Union in Gütersloh. Er trat 1952 in die CDU ein, war von 1961 bis 1973 Vorsitzender der Kommunalpolitischen Vereinigung Wiedenbrück und anschließend bis 1983 Vorsitzender der Kommunalpolitischen Vereinigung Gütersloh.

## Abgeordneter
Lakämper war seit 1952 Ratsmitglied der Stadt Gütersloh und wurde dort später zum Vorsitzenden der CDU-Fraktion gewählt. 1961 zog er in den Kreistag des Kreises Wiedenbrück ein. Dem Nordrhein-Westfälischen Landtag gehörte er von 1966 bis zu seinem Tode an.

## Öffentliche Ämter
Lakämper amtierte von 1964 bis zur kommunalen Neugliederung 1973 als Landrat des Kreises Wiedenbrück. Danach war er bis zu seinem Tode Landrat des Kreises Gütersloh.

## Ehrungen
- Bundesverdienstkreuz am Bande, 1970
- Bundesverdienstkreuz I. Klasse, 1979
- Paul-Lakämper-Straße in Gütersloh